# Teofil Skrzypczak
Teofil Skrzypczak (ur. 9 kwietnia 1901 w Poznaniu, zm. 21 sierpnia 1942 tamże) – starszy sierżant armii wielkopolskiej i Wojska Polskiego II RP. Uczestnik powstania wielkopolskiego, wojny polsko-bolszewickiej i bitwy nad Bzurą. Kawaler Orderu Virtuti Militari.

## Życiorys
Urodził się 9 kwietnia 1901 w rodzinie Stefana i Teodory z d. Witkiewicz. Brał udział w powstaniu wielkopolskim, gdzie walczył w szeregach 3 pułku piechoty. Następnie wraz z pułkiem walczył na frontach wojny polsko-bolszewickiej.
„Za zasługi bojowe na fr. polsko-bolszewickim odznaczony Orderem Virtuti Militari”.
Po zakończeniu walk pozostał w wojsku. We wrześniu 1939 brał udział w bitwie nad Bzurą w składzie Batalionu ON „Kościan”. Po bitwie dostał się do niewoli. Podczas okupacji niemieckiej działał w konspiracji. 16 października 1941 został aresztowany i osadzony w Fort VII w Poznaniu. 10 lipca 1942 skazany na karę śmierci. Wyrok wykonano w więzieniu przy ul. Młyńskiej.

## Życie prywatne
Żonaty od 1922 z Wiktorią z d. Liszkowska. Mieli dwie córki, Teodorę (ur. 1922) i Danutę (ur. 1934).

## Odznaczenia
- Krzyż Srebrny Orderu Wojskowego Virtuti Militari[1]

## Upamiętnienie
Tablica pamiątkowa na murach ratusza w Kościanie. Odsłonięta 8 grudnia 1990.